# Alejandra de la Guerra
Alejandra de la Guerra (14 febbraio 1968) è un'ex pallavolista peruviana che ha vinto la medaglia d'argento con la nazionale femminile del Perù alle Olimpiadi estive del 1988 a Seul, nel Corea del Sud.

## Carriera

### Nazionale
Ha fatto parte della squadra nazionale peruviana che è arrivata al secondo posto nel torneo di pallavolo femminile a Seul 1988, dietro l'Unione Sovietica. Il Perù ha vinto la semifinale contro il Giappone per 3-2, ma ha perso la finale per 2-3 contro l'Unione Sovietica. De la Guerra ha giocato cinque partite del torneo olimpico.

## Palmarès

### Nazionale
- Giochi della XXIV Olimpiade: 1
  - Medaglia d'argento: Seul 1988